# Thorsten Margis
Thorsten Margis (Bad Honnef, 14 agosto 1989) è un bobbista ed ex multiplista tedesco, campione olimpico sia nel bob a due che nel bob a quattro a Pyeongchang 2018, impresa riuscita soltanto ad altri dieci bobbisti (cinque piloti e altrettanti frenatori) in altre cinque edizioni dei giochi, nonché vincitore di nove titoli mondiali, di cui cinque consecutivi nella specialità biposto e quattro in quella a quattro.

## Biografia

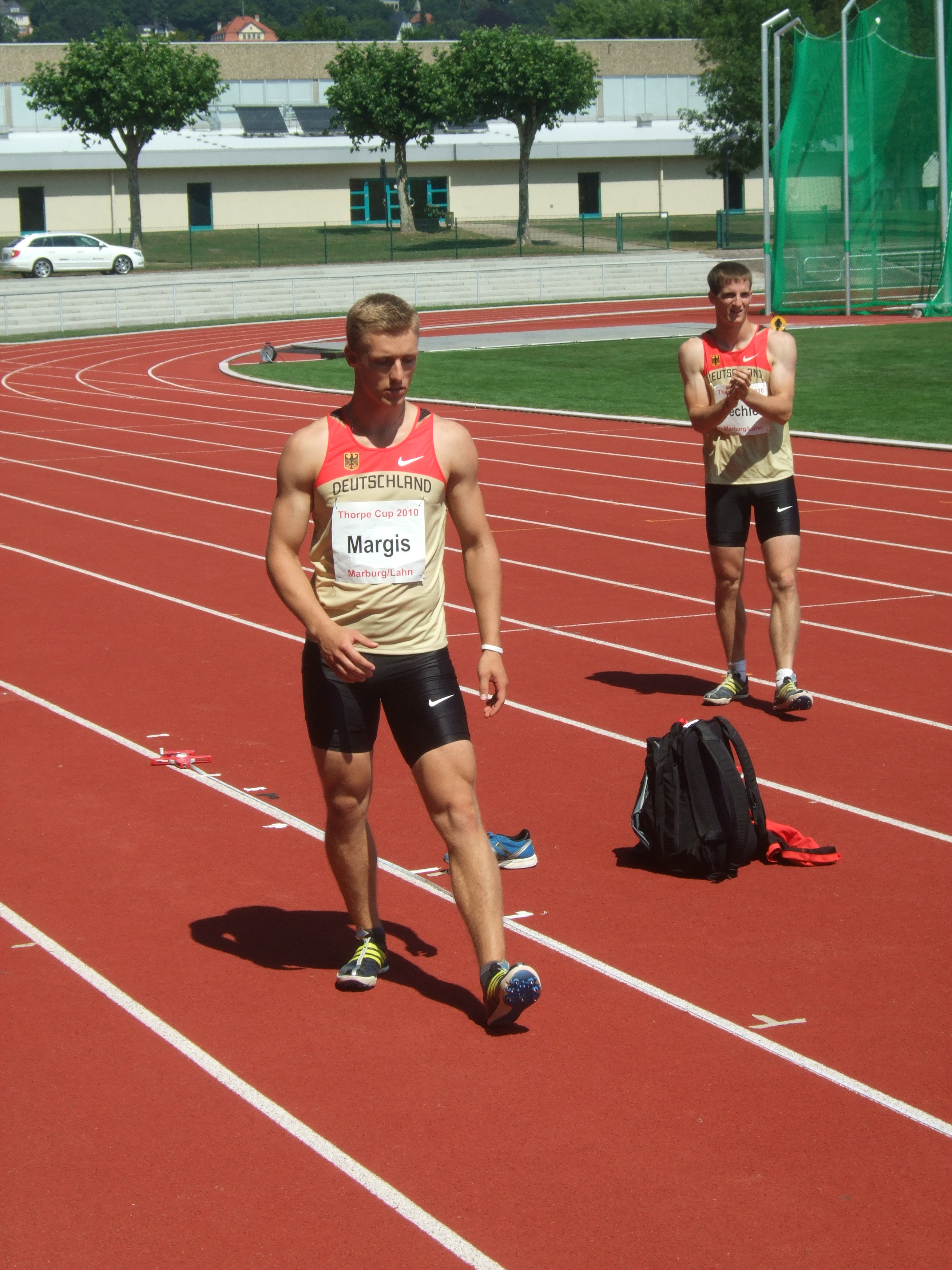
Margis (a sinistra) nel 2010

Prima di dedicarsi al bob Margis ha praticato l'atletica leggera dedicandosi soprattutto alle prove multiple.
Compete dal 2011 come frenatore per la squadra nazionale tedesca. Debuttò in Coppa Europa nel 2011/12 e nell'arco di alcune stagioni disputò in totale 18 gare con 5 vittorie di tappa ottenute. Si distinse inoltre nelle categorie giovanili vincendo l'oro nel bob a quattro ai mondiali juniores di Igls 2012 con il pilota Francesco Friedrich e gli altri frenatori Gino Gerhardi e Florian Kunze.
Esordì in Coppa del Mondo nella stagione 2013/14, il 6 gennaio 2013 ad Altenberg ottenendo in quella stessa occasione il suo primo podio (3º nel bob a quattro). Vinse la sua prima gara il 19 gennaio 2013 ad Igls nella competizione a squadre mentre ottenne la sua prima affermazione nel bob a due il 12 dicembre 2014 a Lake Placid e la prima nel bob a quattro il 29 novembre 2015 ad Altenberg, in tutte pilotato sempre da Francesco Friedrich, col quale otterrà tutti i suoi più grandi successi e le medaglie importanti, formando un sodalizio tra i più vittoriosi nella storia di questo sport.

### Giochi Olimpici
Prese parte a due edizioni dei Giochi olimpici invernali: a Soči 2014 si classificò all'ottavo posto nel bob a quattro. Quattro anni dopo, a Pyeongchang 2018, vinse la medaglia d'oro sia nella specialità a due con Francesco Friedrich che in quella a quattro con Friedrich, Candy Bauer e Martin Grothkopp; nella gara biposto giunse al traguardo con il medesimo tempo dell'equipaggio canadese pilotato da Justin Kripps e nell'occasione vennero infatti assegnate due medaglie d'oro (non accadeva da Nagano 1998).

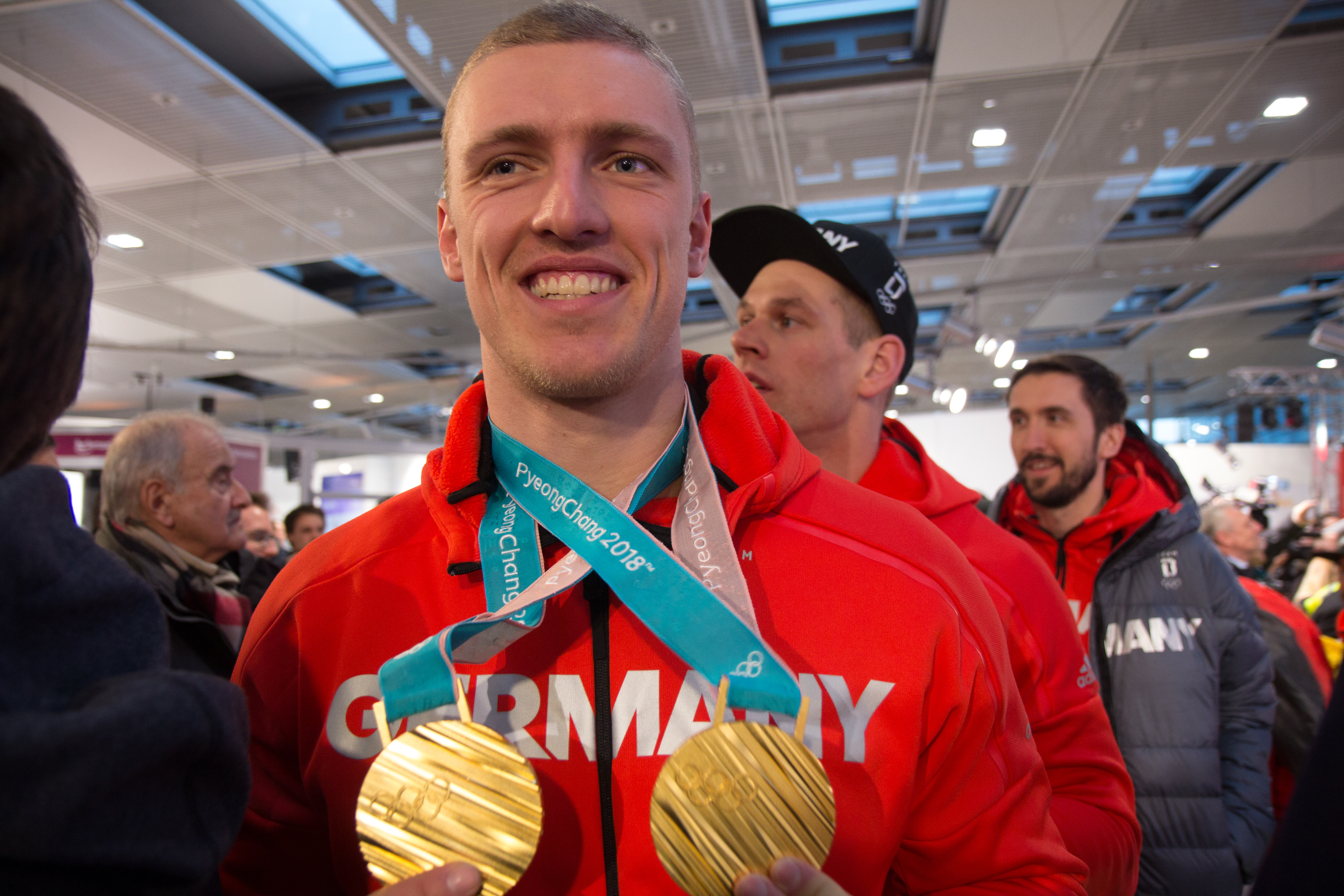
Margis con al collo le due medaglie d'oro olimpiche conquistate a

Con le due medaglie d'oro ottenute in entrambe le discipline a Pyeongchang 2018 Margis entrò a far parte del ristretto numero di bobbisti (cinque piloti e altrettanti frenatori) capaci di ottenere la "doppietta" bob a due-bob a quattro nella medesima rassegna olimpica; l'impresa è infatti riuscita soltanto ad altri cinque frenatori nella storia dei Giochi: il tedesco occidentale Lorenz Nieberl a Oslo 1952, l'italiano Luciano De Paolis a Grenoble 1968, i tedeschi orientali Bernhard Germeshausen e Dietmar Schauerhammer, rispettivamente a Innsbruck 1976 e a Sarajevo 1984, e il connazionale Kevin Kuske a Torino 2006.

### Campionati mondiali ed europei

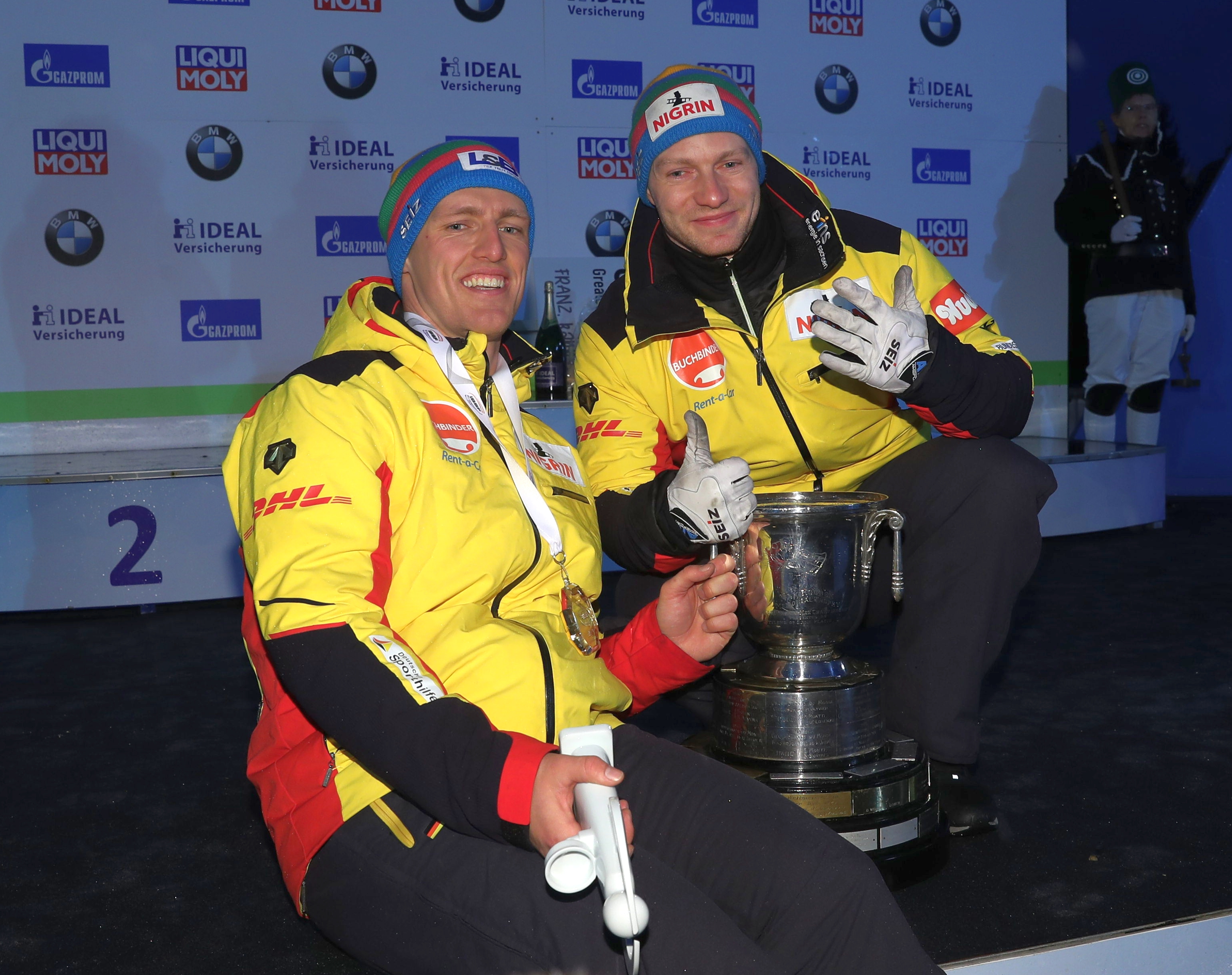
Margis (a sinistra) con Francesco Friedrich, medaglia d'oro mondiale nel bob a due ad Altenberg 2020. Per Margis si trattò del quinto successo di fila nella specialità a due

Ha partecipato altresì a sette edizioni dei campionati mondiali, conquistando un totale di nove medaglie, delle quali otto d'oro. Nel dettaglio i suoi risultati nelle prove iridate sono stati, nel bob a due: medaglia d'oro a Winterberg 2015, medaglia d'oro a Igls 2016, medaglia d'oro a Schönau am Königssee 2017, medaglia d'oro a Whistler 2019 e medaglia d'oro ad Altenberg 2020, in tutte le occasioni in coppia con Francesco Friedrich; nel bob a quattro: tredicesimo a Sankt Moritz 2013, quarto a Winterberg 2015, medaglia d'argento a Igls 2016 con Francesco Friedrich, Gregor Bermbach e Candy Bauer, medaglia d'oro a Schönau am Königssee 2017 con Friedrich, Bauer e Martin Grothkopp, medaglia d'oro a Whistler 2019 con Friedrich, Bauer e Grothkopp, medaglia d'oro ad Altenberg 2021 con Friedrich, Bauer e Alexander Schüller e medaglia d'oro a Sankt Moritz 2023 con Friedrich, Bauer e Schüller; nella gara a squadre: quarto a Sankt Moritz 2013. 

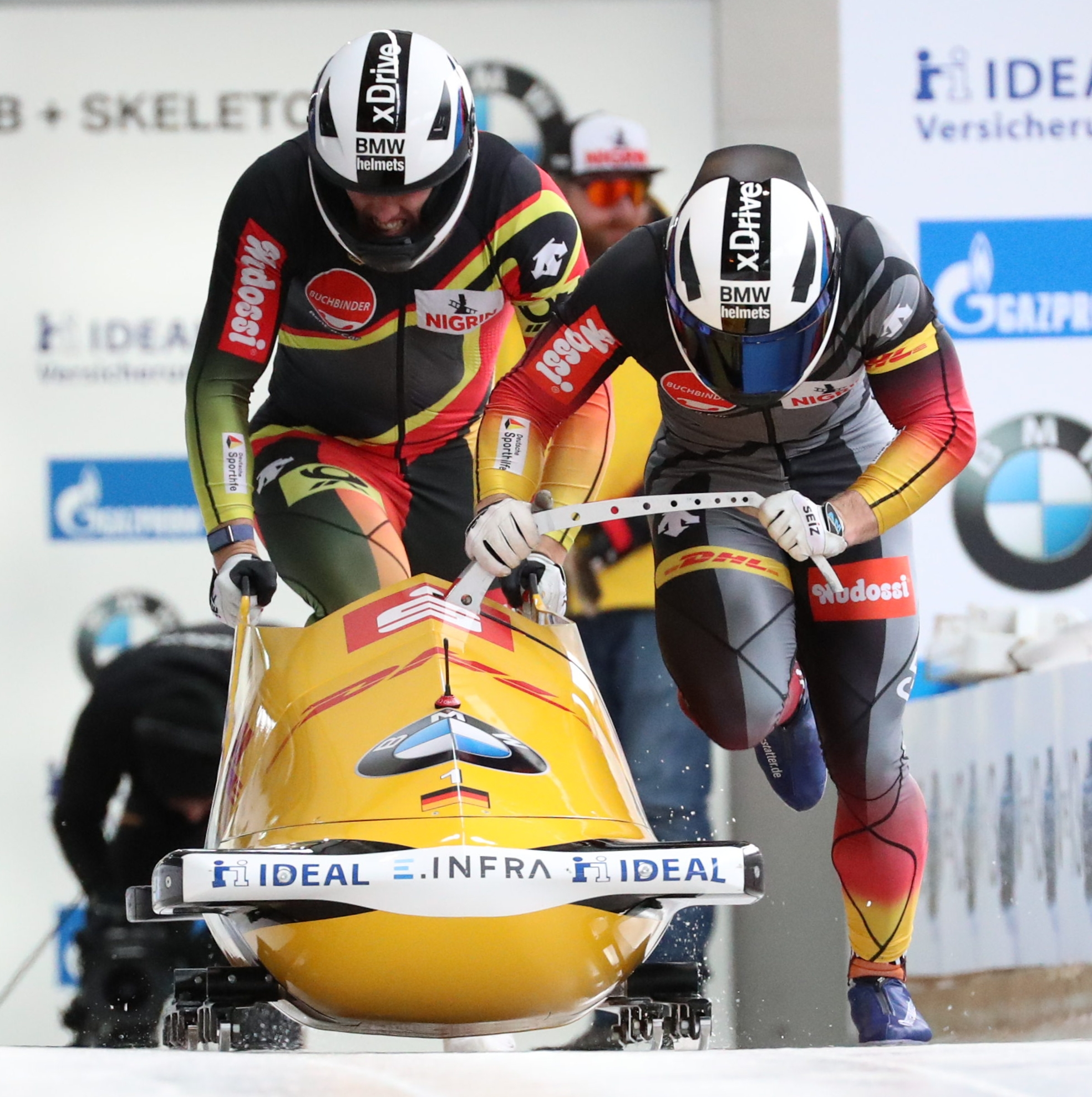
Margis (dietro) con Francesco Froedrich durante la fase di spinta ai campionati mondiali di Altenberg 2020

Nell'edizione di Altenberg 2020 vinse il suo quinto titolo consecutivo nel bob a due, eguagliando così la prestazione ottenuta dall'italiano Eugenio Monti dall'edizione di Sankt Moritz 1957 a quella di Lake Placid 1961; li precede soltanto Francesco Friedrich, a quota sette allori di fila vinti nel bob a due; nella classifica assoluta Margis è invece al terzo posto insieme al connazionale Christoph Langen, preceduto da Friedrich e Alexander Schüller con sette titoli.
Agli europei detiene invece nove medaglie di cui quattro d'oro: tre ottenute nel bob a due a Winterberg 2017, a Igls 2018 e a Winterberg 2021, più una vinta nel bob a quattro nella rassegna del 2021; completano il suo palmarès continentale ulteriori tre argenti e due bronzi.

## Palmarès

### Olimpiadi
- 2 medaglie:
  - 2 ori (bob a quattro, bob a quattro a Pyeongchang 2018).

### Mondiali
- 10 medaglie:
  - 9 ori (bob a due a Winterberg 2015; bob a due a Igls 2016; bob a due, bob a quattro a Schönau am Königssee 2017; bob a due, bob a quattro a Whistler 2019; bob a due ad Altenberg 2020; bob a quattro ad Altenberg 2021; bob a quattro a Sankt Moritz 2023);
  - 1 argento (bob a quattro a Igls 2016).

### Europei
- 9 medaglie:
  - 4 ori (bob a due a Winterberg 2017; bob a due a Igls 2018; bob a due, bob a quattro a Winterberg 2021);
  - 4 argenti (bob a quattro a La Plagne 2015; bob a quattro a Igls 2018; bob a quattro a Winterberg 2020; bob a quattro a Altenberg 2023);
  - 1 bronzo (bob a quattro a Schönau am Königssee 2014).

### Mondiali juniores
- 1 medaglia:
  - 1 oro (bob a quattro ad Igls 2012).

### Coppa del Mondo
- 74 podi (31 nel bob a due, 42 nel bob a quattro, 1 nelle gare a squadre):
  - 50 vittorie (25 nel bob a due, 24 nel bob a quattro, 1 nelle gare a squadre);
  - 17 secondi posti (6 nel bob a due, 11 nel bob a quattro);
  - 7 terzi posti (tutti nel bob a quattro).

#### Coppa del Mondo - vittorie
| Data             | Luogo                | Paese         | Disciplina                                                                                         |
| ---------------- | -------------------- | ------------- | -------------------------------------------------------------------------------------------------- |
| 19 gennaio 2013  | Igls                 | Austria       | gara a squadre con Frank Rommel, Sandra Kiriasis, Janine Tischer, Anja Huber e Francesco Friedrich |
| 12 dicembre 2014 | Lake Placid          | Stati Uniti   | a due con Francesco Friedrich (pilota)                                                             |
| 6 febbraio 2015  | Igls                 | Austria       | a due con Francesco Friedrich (pilota)                                                             |
| 28 novembre 2015 | Altenberg            | Germania      | a due con Francesco Friedrich (pilota)                                                             |
| 29 novembre 2015 | Altenberg            | Germania      | a quattro con Francesco Friedrich (pilota), Martin Putze e Jannis Bäcker                           |
| 5 dicembre 2015  | Winterberg           | Germania      | a due con Francesco Friedrich (pilota)                                                             |
| 6 dicembre 2015  | Winterberg           | Germania      | a quattro con Francesco Friedrich (pilota), Martin Putze e Jannis Bäcker                           |
| 12 dicembre 2015 | Schönau am Königssee | Germania      | a due con Francesco Friedrich (pilota)                                                             |
| 2 dicembre 2016  | Whistler             | Canada        | a due con Francesco Friedrich (pilota)                                                             |
| 14 gennaio 2017  | Winterberg           | Germania      | a due con Francesco Friedrich (pilota)                                                             |
| 4 febbraio 2017  | Igls                 | Austria       | a due con Francesco Friedrich (pilota)                                                             |
| 18 marzo 2017    | Pyeongchang          | Corea del Sud | a due con Francesco Friedrich (pilota)                                                             |
| 16 dicembre 2017 | Igls                 | Austria       | a due con Francesco Friedrich (pilota)                                                             |
| 20 gennaio 2018  | Schönau am Königssee | Germania      | a due con Francesco Friedrich (pilota)                                                             |
| 16 dicembre 2018 | Winterberg           | Germania      | a quattro con Francesco Friedrich (pilota), Candy Bauer e Martin Grothkopp                         |
| 5 gennaio 2019   | Altenberg            | Germania      | a due con Francesco Friedrich (pilota)                                                             |
| 6 gennaio 2019   | Altenberg            | Germania      | a quattro con Francesco Friedrich (pilota), Candy Bauer e Martin Grothkopp                         |
| 19 gennaio 2019  | Innsbruck            | Austria       | a due con Francesco Friedrich (pilota)                                                             |
| 20 gennaio 2019  | Innsbruck            | Austria       | a quattro con Francesco Friedrich (pilota), Martin Grothkopp e Alexander Schüller                  |
| 16 febbraio 2019 | Lake Placid          | Stati Uniti   | a due con Francesco Friedrich (pilota)                                                             |
| 23 febbraio 2019 | Calgary              | Canada        | a due con Francesco Friedrich (pilota)                                                             |
| 24 febbraio 2019 | Calgary              | Canada        | a quattro con Francesco Friedrich (pilota), Candy Bauer e Martin Grothkopp                         |
| 3 gennaio 2020   | Winterberg           | Germania      | a quattro con Francesco Friedrich (pilota), Candy Bauer, Martin Grothkopp e Alexander Schüller     |
| 12 gennaio 2020  | La Plagne            | Francia       | a quattro con Francesco Friedrich (pilota), Candy Bauer e Alexander Schüller                       |
| 18 gennaio 2020  | Innsbruck            | Austria       | a due con Francesco Friedrich (pilota)                                                             |
| 25 gennaio 2020  | Schönau am Königssee | Germania      | a due con Francesco Friedrich (pilota)                                                             |
| 21 novembre 2020 | Sigulda              | Lettonia      | a due con Francesco Friedrich (pilota)                                                             |
| 28 novembre 2020 | Sigulda              | Lettonia      | a due con Francesco Friedrich (pilota)                                                             |
| 13 dicembre 2020 | Innsbruck            | Austria       | a due con Francesco Friedrich (pilota)                                                             |
| 9 gennaio 2021   | Winterberg           | Germania      | a due con Francesco Friedrich (pilota)                                                             |
| 10 gennaio 2021  | Winterberg           | Germania      | a quattro con Francesco Friedrich (pilota), Candy Bauer e Alexander Schüller                       |
| 17 gennaio 2021  | Sankt Moritz         | Svizzera      | a quattro con Francesco Friedrich (pilota), Martin Grothkopp e Alexander Schüller                  |
| 23 gennaio 2021  | Schönau am Königssee | Germania      | a due con Francesco Friedrich (pilota)                                                             |
| 24 gennaio 2021  | Schönau am Königssee | Germania      | a quattro con Francesco Friedrich (pilota), Martin Grothkopp e Alexander Schüller                  |
| 31 gennaio 2021  | Innsbruck            | Austria       | a quattro con Francesco Friedrich (pilota), Candy Bauer e Alexander Schüller                       |
| 21 novembre 2021 | Innsbruck            | Austria       | a quattro con Francesco Friedrich (pilota), Candy Bauer e Alexander Schüller                       |
| 27 novembre 2021 | Innsbruck            | Austria       | a due con Francesco Friedrich (pilota)                                                             |
| 28 novembre 2021 | Innsbruck            | Austria       | a quattro con Francesco Friedrich (pilota), Martin Grothkopp e Alexander Schüller                  |
| 5 dicembre 2021  | Altenberg            | Germania      | a quattro con Francesco Friedrich (pilota), Candy Bauer e Alexander Schüller                       |
| 11 dicembre 2021 | Winterberg           | Germania      | a quattro con Francesco Friedrich (pilota), Martin Grothkopp e Alexander Schüller                  |
| 12 dicembre 2021 | Winterberg           | Germania      | a quattro con Francesco Friedrich (pilota), Candy Bauer e Alexander Schüller                       |
| 18 dicembre 2021 | Altenberg            | Germania      | a due con Francesco Friedrich (pilota)                                                             |
| 19 dicembre 2021 | Altenberg            | Germania      | a quattro con Francesco Friedrich (pilota), Martin Grothkopp e Alexander Schüller                  |
| 2 gennaio 2022   | Sigulda              | Lettonia      | a due con Francesco Friedrich (pilota)                                                             |
| 9 gennaio 2022   | Winterberg           | Germania      | a quattro con Francesco Friedrich (pilota), Candy Bauer e Alexander Schüller                       |
| 26 novembre 2022 | Whistler             | Canada        | a quattro con Francesco Friedrich (pilota), Candy Bauer e Alexander Schüller                       |
| 2 dicembre 2022  | Park City            | Stati Uniti   | a due con Francesco Friedrich (pilota)                                                             |
| 3 dicembre 2022  | Park City            | Stati Uniti   | a quattro con Francesco Friedrich (pilota), Candy Bauer e Alexander Schüller                       |
| 8 gennaio 2023   | Winterberg           | Germania      | a quattro con Francesco Friedrich (pilota), Candy Bauer e Alexander Schüller                       |
| 11 febbraio 2023 | Innsbruck            | Austria       | a quattro con Francesco Friedrich (pilota), Candy Bauer e Alexander Schüller                       |
| 12 febbraio 2023 | Innsbruck            | Austria       | a quattro con Francesco Friedrich (pilota), Candy Bauer e Alexander Schüller                       |

### Campionati tedeschi
- 2 medaglie:
  - 2 argenti (bob a quattro a Schönau am Königssee 2012[3]; bob a due a Winterberg 2015[4]).

### Circuiti minori

#### Coppa Europa
- 9 podi (3 nel bob a due e 6 nel bob a quattro):
  - 5 vittorie (2 nel bob a due e 3 nel bob a quattro);
  - 4 secondi posti (1 nel bob a due e 3 nel bob a quattro).